# Detour
Detour é um álbum de música country e o décimo primeiro de estúdio da cantora estadunidense Cyndi Lauper. Foi lançado em 6 de maio de 2016 e é o primeiro da artista sob o selo Sire Records. 
A gravação ocorreu em Nashville e a produção foi feita por Tony Brown. 
Nos Estados Unidos, estreou na posição de #29 na Billboard 200 e na quarta posição na tabela Billboard Top Country Albums.

## Produção e conteudo
Reúne, nas doze faixas inéditas no catálogo da cantora, clássicos da música country americana dos anos de 1950  e 1960 e conta com participações especiais de Vince Gill, Emmylou Harris, Alison Krauss, e Willie Nelson.
As gravações ocorreram em Nashville, com a participação do veterano produtor de música country Tony Brown e um número substancial de músicos renomados da chamada Music City. O dono da Sire Records, Seymour Stein, trabalhou como produtor executivo e instigador do projeto.
A cantora disse que optou pela música country, por ser um dos estilos que ela mais escutava quando criança: "Quando eu era muito jovem, a música country era a música pop, então é isso que crescíamos ouvindo. Essas músicas são parte de algumas das minhas primeiras memórias, então foi uma emoção absoluta revisitá-las."
Sobre a experiência e as gravações em Nashville, a cantora disse: "Foi emocionante vir aqui e fazer um disco que é uma homenagem ao país".

## Recepção crítica
| Críticas profissionais | Críticas profissionais |
| Avaliações da crítica  | Avaliações da crítica  |
| Fonte                  | Avaliação              |
| ---------------------- | ---------------------- |
| Idolator               | [ 4 ]                  |
| PopMatters             | [ 5 ]                  |
| Rolling Stone          | [ 6 ]                  |
| AllMusic               | [ 7 ]                  |

Recebeu elogios na maioria das resenhas dos críticos de música, o que rendeu uma nota de 63/100 no Metacritic.
Keith Harris, da revista Rolling Stone, escreveu: "As estrelas do rock e pop que estão envelhecendo procuram frequentemente um porto seguro no final da carreira na música country, mas Cyndi Lauper, de 62 anos, aborda o gênero com uma excentricidade bastante ousada."
Já John Paul, do PopMatters, pontuou que: "Não totalmente bem-sucedido, mas não totalmente sem mérito, o trabalho de Cyndi Lauper em Detour é apenas isso: um desvio da norma e uma tentativa de encontrar algo novo em algo antigo."
Stephen Thomas Erlewine, do site AllMusic, deu três estrelas de cinco e afirmou que "se for tomado como uma coleção de performances e não um álbum de estúdio, [ele] é divertido".

## Desempenho comercial
Estreou em 4º lugar na parada de álbuns country da Billboard, vendendo 16,100 cópias em sua primeira semana. Ele também estreou como nº 29 na Billboard 200. As vendas atingiram mais de 36.800 cópias até setembro de 2016.

## Lista de faixas
Créditos retirados do encarte do álbum Detour, de 2016.
| N.º            | Título                                                       | Original Artist                | Duração |  |
| 1.             | "Funnel of Love"                                             | Wanda Jackson                  | 3:15    |  |
| 2.             | "Detour" (featuring Emmylou Harris)                          | Patti Page                     | 2:55    |  |
| 3.             | "Misty Blue"                                                 | Wilma Burgess                  | 3:19    |  |
| 4.             | "Walkin' After Midnight"                                     | Patsy Cline                    | 2:16    |  |
| 5.             | "Heartaches by the Number"                                   | Ray Price                      | 3:10    |  |
| 6.             | "The End of the World"                                       | Skeeter Davis                  | 3:12    |  |
| 7.             | "Night Life" (featuring Willie Nelson)                       | Willie Nelson                  | 2:58    |  |
| 8.             | "Begging to You"                                             | Marty Robbins                  | 3:24    |  |
| 9.             | "You're the Reason Our Kids Are Ugly" (featuring Vince Gill) | Conway Twitty and Loretta Lynn | 3:42    |  |
| 10.            | "I Fall to Pieces"                                           | Patsy Cline                    | 3:00    |  |
| 11.            | "I Want to Be a Cowboy's Sweetheart" (featuring Jewel)       | Patsy Montana                  | 3:13    |  |
| 12.            | "Hard Candy Christmas" (featuring Alison Krauss)             | Dolly Parton                   | 3:54    |  |
| Duração total: | Duração total:                                               | Duração total:                 | 38:18   |  |

## Tabelas
| Tabela musical (2003)                         | Melhor posição |
| --------------------------------------------- | -------------- |
| Alemanha (Offizielle Deutsche Charts)         | 64             |
| Australian Albums (ARIA)                      | 15             |
| Australian Country Albums (ARIA)              | 2              |
| Bélgica (Ultratop Flandres)                   | 63             |
| Bélgica (Ultratop Valônia)                    | 131            |
| Canadá (Billboard)                            | 69             |
| Estados Unidos (Billboard 200)                | 29             |
| Estados Unidos (Billboard Top Country Albums) | 12             |
| França (SNEP)                                 | 142            |
| Itália (FIMI)                                 | 76             |
| Japão (Oricon)                                | 122            |
| Nova Zelândia Heatseekers Albums (RMNZ)       | 6              |
| Reino Unido (Official Albums Chart)           | 43             |
| Suíça (Schweizer Hitparade)                   | 55             |

| Tabela musical (2016)             | Posição |
| --------------------------------- | ------- |
| US Top Country Albums (Billboard) | 59      |